# Aéroport international John C. Munro d'Hamilton
L’aéroport international John C. Munro d'Hamilton, code IATA : YHM • code OACI : CYHM, est un aéroport international situé à Hamilton, en Ontario, au Canada. L’aéroport est situé dans le quartier Mount Hope, au sud-ouest du centre-ville d'Hamilton et 65 km au sud-ouest de Toronto.   L’aéroport dessert la ville d'Hamilton et la région adjacente du Grand Toronto, en servant de relève à l’aéroport international Pearson de Toronto. L'aéroport est parfois désigné « Toronto-Hamilton » par des compagnies à rabais.

## Statistiques
Le graphique qui aurait dû être présenté ici ne peut pas être affiché car il utilise l'ancienne extension Graph, désactivée pour des questions de sécurité. Des indications pour créer un nouveau graphique avec la nouvelle extension Chart sont disponibles ici.

Voir la requête brute et les sources sur Wikidata.

## Compagnies aériennes et destinations
| Compagnies      | Destinations |
| --------------- | --- |
| Porter Airlines | Calgary, Edmonton, Halifax (Stanfield), Vancouver En saison: Cancún (débute le 17 décembre 2025), Fort Lauderdale-Hollywood (débute le 13 décembre 2025), Nassau L. Pindling (débute le 14 décembre 2025), Orlando (débute le 12 décembre 2025), Puerto Vallarta (débute le 18 décembre 2025) |
| WestJet         | Calgary En saison: Cancún (débute le 25 décembre 2025), Punta Cana (débute le 19 décembre 2025) |

Édité le 10/04/2025